# Hugh Fraser (friidrottare)
Hugh Fraser, född 10 juli 1952, är en friidrottare från Kanada. Han deltog vid olympiska sommarspelen 1976.